# Leila Mourad
Leila Mourad (Arabisch: ليلى مراد) (Caïro, 17 februari 1918 - aldaar, 21 november 1995), ook getranslitereerd als Laila Mourad en Layla Mourad, was een Egyptische zangeres en actrice en een van de meest prominente supersterren in de Arabische wereld van haar tijd.

## Biografie
Mourad werd geboren als Lilian Zaki Murad Mordechai, als dochter van chazan Ibrahim Zaki Murad Mordechai en Gamilah Ibrahim Roushou. Ze groeide op in een Egyptisch-Joodse familie die bekend stond om hun patriottisme. Ze veranderde haar naam naar Leila Mourad en bekeerde zich, net als haar broer Mounir, tot de islam.
Mourad trouwde en scheidde drie keer. Haar eerste echtgenoot, Anwar Wagdi, zou haar hebben verlaten in de veronderstelling dat Mourad onvruchtbaar was. Ze kreeg echter in zowel haar tweede als derde huwelijk een zoon.
Ook de relatie met haar familie was niet gemakkelijk, mogelijk door haar bekering tot de islam. Hoewel ze zich bekeerde, veranderde Mourad haar naam en religie niet op haar identiteitskaart. Tussen 1967 in 1970 werden honderden Egyptisch-Joodse mannen gedeporteerd naar gevangenissen, waaronder haar broer Isak Zaki. Families van gedetineerden mochten vanaf 1968 op bezoek komen, maar Mourad zou haar broer nooit hebben opgezocht.

## Carrière
Op 9-jarige leeftijd trad Mourad voor het eerst op. Ze werd opgeleid door haar vader en door componist Dawood Hosni, die ook Joods was. Het grote succes kwam toen de prominente componist Mohammed Abdel Wahab haar hoorde zingen en haar een rol gaf in zijn film Yahia El-Hob in 1938. In de zes jaar erna maakte Mourad de vijf bestverkochte films met de Joodse regisseur Togo Mizrahi en groeide uit tot een van de beste actrices van het land. In 1945 maakte ze de film Laila Bint El-Foqara'a, geregisseerd door Anwar Wagdi, met wie ze kort daarna trouwde. Er volgden nog een twintigtal films, waarvan Ghazal al-Banat de meest opvallende was.
In 1953 werd Mourad, boven Umm Kulthum, gekozen als de officiële zangeres van de Egyptische revolutie. Kort erna deed echter het gerucht de ronde dat ze Israël had bezocht, waar ze familie had en geld aan het leger had gedoneerd. Vermoedens van spionage werden gewekt, waardoor radiostations haar muziek niet meer draaiden. Zelf ontkende Mourad alle aantijgingen. De Egyptische regering startte een onderzoek, maar vond geen enkel bewijs en moest concluderen dat de aanklachten ongegrond waren.
Toen Mourad slechts 38 jaar was, ging ze met pensioen. Ze kwam tot dit besluit na het mislukken van haar laatste film Al-Habib Al-Majhoul, het verbod op haar muziek en het succes van Umm Kulthum, door wie Mourads carrière werd overschaduwd.
Tussen 1938 en 1955 speelde Mourad in 27 films en nam ze circa 1.200 liederen op.

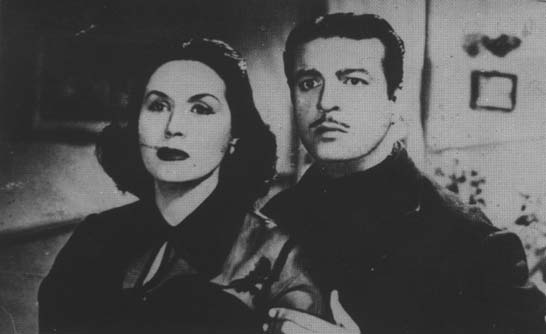
Leila Mourad met haar eerste echtgenoot Anwar Wagdi.

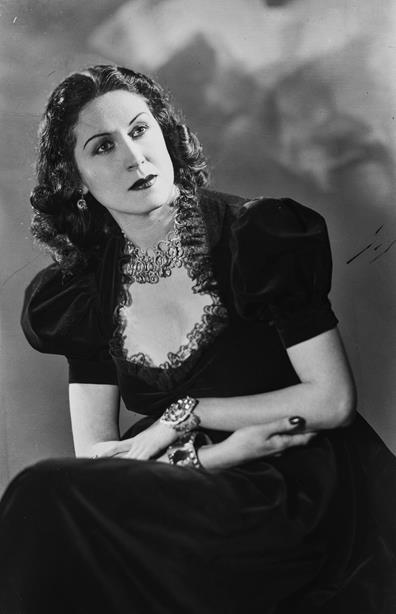
Leila Mourad in de jaren '50.

## Filmografie
- 1938: Yahya El-Hob
- 1839: Fi Laila Momtera
- 1941: Laila Bint Elreef
- 1941: Laila Bint Madares
- 1942: Laila
- 1944: Laila fil Zalam
- 1944: Shohada'a Al-Gharam
- 1945: Laila Bint El-Foqara'a
- 1946: Laila Bint El-Aghniya
- 1946: Almadi Almajhoul
- 1947: Darbat Al-Qadr
- 1947: Khatem Suleiman
- 1947: Shadiat Al-Wady
- 1947: Alby Dalili
- 1948: Alhawa Wal Shabab
- 1948: Anbar
- 1949: Al-Majnuna
- 1949: Ghazal al-Banat
- 1950: Shati' Al-Gharam
- 1951: Adam wa Hawa'a
- 1951: Habib Al-Rouh
- 1951: Ward Al-Gharam
- 1952: Min Al-Qalb Lal-Qalb
- 1952: Sayidat Al-Qitar
- 1953: Bint El-Akaber
- 1954: Al-Hayat Al-Hob
- 1955: Al-Habib Al-Majhoul